# 24 Hours of Spa 2013
24 Hours of Spa 2013 – 24-godzinny wyścig samochodowy na torze Circuit de Spa-Francorchamps w miejscowości Stavelot w Belgii. Zawody odbyły się w dniach 27–28 lipca 2013.

## Wyniki zawodów
| Poz. | Klasa            | Nr  | Drużyna                      | Kierowcy                                                                   | Okrążeń |
| ---- | ---------------- | --- | ---------------------------- | -------------------------------------------------------------------------- | ------- |
| 1    | Pro Cup          | 84  | HTP Motorsport               | Maximilian Buhk Maximilian Götz Bernd Schneider                            | 564     |
| 2    | Pro Cup          | 150 | Manthey Racing               | Marc Lieb Richard Lietz Patrick Pilet                                      | 563     |
| 3    | Pro Cup          | 2   | Belgian Audi Club Team WRT   | Frank Stippler Christopher Mies André Lotterer                             | 558     |
| 4    | Pro Cup          | 6   | Phoenix Racing               | Harold Primat Oliver Jarvis Christopher Haase                              | 557     |
| 5    | Pro-Am Cup       | 59  | AF Corse                     | Duncan Cameron Alex Mortimer Matt Griffin Toni Vilander                    | 557     |
| 6    | Pro-Am Cup       | 71  | SMP Racing                   | Kirill Ladygin Viktor Shaitar Mika Salo Maurizio Mediani                   | 556     |
| 7    | Pro-Am Cup       | 35  | Nissan GT Academy Team RJN   | Lucas Ordóñez Jann Mardenborough Peter Pyzera Wolfgang Reip                | 553     |
| 8    | Pro-Am Cup       | 18  | Black Falcon                 | Klaas Hummel Steve Jans Adam Christodoulou Thomas Jäger                    | 551     |
| 9    | Pro Cup          | 75  | Prospeed Competition         | Marc Hennerici Xavier Maassen Maxime Soulet                                | 550     |
| 10   | Pro-Am Cup       | 72  | SMP Racing                   | Sergey Zlobin Anton Ladygin Fabio Babini Luca Persiani                     | 547     |
| 11   | Pro-Am Cup       | 83  | SMG Challenge                | Olivier Pla Eric Clément Nicolas Armindo Robert Renauer                    | 545     |
| 12   | Pro-Am Cup       | 70  | SMP Racing                   | Alexey Basov Alexander Skryabin Alessandro Pier Guidi Matteo Bobbi         | 544     |
| 13   | Pro Cup          | 33  | Pro GT by Almeras            | Jörg Bergmeister Timo Bernhard Nicolas Lapierre                            | 543     |
| 14   | Pro Cup          | 69  | Gulf Racing                  | Adam Carroll Nico Verdonck Rob Bell                                        | 542     |
| 15   | Pro Cup          | 88  | Von Ryan Racing              | Rob Barff Chris Goodwin Bruno Senna                                        | 540     |
| 16   | Gentleman Trophy | 20  | SOFREV Auto Sport Promotion  | Jean-Luc Blanchemain Jean-Luc Beaubelique Patrice Goueslard Frédéric Bouvy | 539     |
| 17   | Pro-Am Cup       | 73  | SMP Racing                   | Devi Markozov Mikhail Aleshin Alexander Frolov Daniil Move                 | 539     |
| 18   | Gentleman Trophy | 52  | Sport Garage                 | Leonardo Gorinni Stéphane Lémeret Thierry Prignaud Romain Brandela         | 537     |
| 19   | Gentleman Trohpy | 111 | Kessel Racing                | Pablo Paladino Paolo Andreasi Gaetano Ardagna Pérez Giuseppe Cirò          | 534     |
| 20   | Pro Cup          | 44  | Kessel Racing                | César Ramos Davide Rigon Daniel Zampieri                                   | 528     |
| 21   | Pro-Am Cup       | 98  | Fach Auto Tech               | Otto Klohs Sebastian Asch Jens Richter Martin Ragginger                    | 526     |
| 22   | Pro Cup          | 26  | Vita4one Racing Team         | Greg Franchi Stefano Colombo Frank Kechele                                 | 525     |
| 23   | Pro-Am Cup       | 99  | Beechdean AMR                | Andrew Howard Daniel McKenzie Jonny Adam Stefan Mücke                      | 524     |
| 24   | Pro-Am Cup       | 19  | Black Falcon                 | Andrii Lebed Andreas Simonsen Sergey Afanasyev Francesco Castellacci       | 520     |
| 25   | Gentleman Trophy | 53  | Sport Garage                 | Philippe Marie Gilles Duqueine Jérôme Demay Beniamino Caccia               | 507     |
| 26   | Gentleman Trophy | 58  | Delahaye Racing              | Daniel Desbruères Marc Rostan Christian Kelders Pierre Hirschi             | 505     |
| 27   | Pro Cup          | 23  | JRM                          | Lucas Luhr Steven Kane Peter Dumbreck                                      | 497     |
| 28   | Pro-Am Cup       | 34  | Pro GT by Almeras            | Eric Dermont Franck Perera Philippe Giauque Morgan Moulin-Traffort         | 495     |
| 29   | Gentleman Trophy | 48  | Prospeed Competition         | Didier Grandjean Carl Rosenblad Martin Rich Mathijs Harkema                | 488     |
| 30   | Pro Cup          | 16  | Phoenix Racing               | Enzo Ide Anthony Kumpen Markus Winkelhock                                  | 453     |
| 31   | Pro Cup          | 62  | Fortec Motorsport            | Oli Webb Alex Brundle Karl Wendlinger                                      | 449     |
| 32   | Pro-Am Cup       | 50  | AF Corse                     | Niek Hommerson Louis Machiels Andrea Bertolini Marco Cioci                 | 445     |
| 33   | Gentleman Trophy | 94  | Speed Lover                  | Jean-Michel Gerome Philippe Richard Wim Moelde Rik Renanms                 | 436     |
| 34   | Pro-Am Cup       | 17  | Insight Racing with Flex Box | Ian Dockerill Dennis Andersen Martin Jensen                                | 422     |
| 35   | Pro Cup          | 911 | Prospeed Competition         | Marco Holzer Nick Tandy Marco Mapelli                                      | 414     |
| DNF  | Pro Cup          | 127 | Rowe Racing                  | Jan Seyffarth Lance David Arnold Klaus Graf                                | 326     |
| DNF  | Gentleman Trophy | 22  | Preci-Spark                  | Godfrey Jones David Jones Gareth Jones Philip Jones                        | 304     |
| DNF  | Pro Cup          | 3   | Marc VDS Racing Team         | Bas Leinders Yelmer Buurman Maxime Martin                                  | 300     |
| DNF  | Pro-Am Cup       | 107 | Hexis Racing                 | Olivier Panis Laurent Cazanave Côme Ledogar Eric Debard                    | 287     |
| DNF  | Pro Cup          | 0   | Team WRT                     | Rahel Frey Matt Halliday Nikolaus Mayr-Melnhof                             | 270     |
| DNF  | Pro-Am Cup       | 230 | JRM                          | Humaid Al Masaood Charles Bateman Matt Bell Jody Fannin                    | 268     |
| DNF  | Pro-Am Cup       | 12  | ART Grand Prix               | Yann Goudy Gilles Vannelet Grégoire Demoustier Ulric Amado                 | 238     |
| DNF  | Pro Cup          | 4   | Marc VDS Racing Team         | Markus Palttala Henri Moser Nick Catsburg                                  | 222     |
| DNF  | Pro-Am Cup       | 9   | Gulf Racing                  | Mike Wainwright Andy Meyrick Stuart Hall Tim Mullen                        | 193     |
| DNF  | Gentleman Trophy | 57  | Sport Garage                 | Wilfried Merafina Pierre Perret Manu Orgeval Michaël Petit                 | 170     |
| DNF  | Pro-Am Cup       | 25  | TDS Racing                   | Henry Hassid Ludovic Badey Pierre Thiriet Mathias Beche                    | 156     |
| DNF  | Pro-Am Cup       | 89  | GPR AMR                      | Sarah Bovy Pierre Grivegnée Michael Schmetz Bert Redant                    | 155     |
| DNF  | Pro Cup          | 13  | Belgian Audi Club Team WRT   | Edward Sandström Mattias Ekström Marcel Fässler                            | 149     |
| DNF  | Pro-Am Cup       | 43  | ROAL Motorsport              | Michela Cerruti Stefano Comandini Luca Rangoni                             | 137     |
| DNF  | Gentleman Trophy | 49  | AF Corse                     | Yannick Mollegol Jean-Marc Bachelier François Perrodo Howard Blank         | 136     |
| DNF  | Pro Cup          | 7   | Hexis Racing                 | Stef Dusseldorp Alexander Sims Álvaro Parente                              | 131     |
| DNF  | Pro-Am Cup       | 77  | MRS GT Racing                | Carlos Kray Philipp Eng Justino Azcarate Ilya Melnikov                     | 121     |
| DNF  | Gentleman Trophy | 15  | Boutsen Ginion               | Christophe de Fierlant Marlene Broggi Laurent Pasquali Karim Ojjeh         | 96      |
| DNF  | Pro-Am Cup       | 5   | Boutsen Ginion               | David Dermont Koen Wauters Frédéric Vervisch Grégory Guilvert              | 93      |
| DNF  | Pro Cup          | 100 | GPR AMR                      | Bertrand Baguette Darren Turner Jamie Campbell-Walter                      | 82      |
| DNF  | Pro Cup          | 1   | Belgian Audi Club Team WRT   | Stéphane Ortelli Laurens Vanthoor René Rast                                | 79      |
| DNF  | Pro-Am Cup       | 125 | United Autosports            | Mark Patterson Alan Li Will Bratt Glynn Geddie                             | 68      |
| DNF  | Gentleman Trophy | 51  | AF Corse                     | Peter Mann Filipe Barrerios Francisco Guedes Cédric Mézard                 | 67      |
| DNF  | Pro Cup          | 14  | Marc VDS Racing Team         | Dirk Müller Jens Klingmann Andrea Piccini                                  | 60      |
| DNF  | Gentleman Trophy | 66  | ARC Bratislava               | Ahmad Al Harthy Miro Konopka Jan Raska Marco Schelp                        | 58      |
| DNF  | Pro-Am Cup       | 123 | Team Ukraine                 | Ruslan Tsyplakov Andrii Kruglik Raffaele Gianmaria Matteo Malucelli        | 56      |
| DNF  | Pro-Am Cup       | 24  | Blancpain Racing             | Marc Hayek Peter Kox Jos Menten Henk Haane                                 | 28      |
| DNF  | Pro Cup          | 11  | ART Grand Prix               | Antoine Leclerc Mike Parisy Andy Soucek                                    | 15      |
| DNF  | Pro-Am Cup       | 32  | Nissan GT Academy Team RJN   | Mark Shulzhitskiy Steve Doherty Alex Buncombe Chris Buncombe               | 12      |
| DNF  | Pro-Am Cup       | 188 | DKR Engineering              | Bernard Delhez Michael Albert Dimitri Enjalbert Stefano Gattuso            | 6       |
| DNS  | Pro-Am Cup       | 80  | Emil Frey Racing             | Lorenz Frey Gabriele Gardel Fredy Barth                                    | –       |

DNF – did not finished, nie ukończył wyścigu.